# Живко Драговић
Живко Драговић (Велестово, 12. фебруар 1854 — Цетиње, 11. јул 1928) био је српски политичар, професор и писац.

## Живот
Његова мајка Крстиња је била ћерка Јована Јововића из Марковине, коме су браћа од стрица били поп Мило и поп Лука Јововић. Брат Живка Драговића је био Марко Драговић, српски историчар и професор. Та фамилија је дала још познатих и утицајних личности. На Цетињу завршава основну школу и Богословију. Потом ради као учитељ на Његушима и Љуботињу. У Петрограду је изучио Духовну академију. На школовању у Паризу је био годину дана. Слушао је право и философију 1888. По повратку, на Цетињу је од 1883. - 1909. био истовремено професор Гимназије, Богословије и Дјевојчког институра царице Марије. Уређивао је часопис Лучу. Написао је прву пјесму првог броја Луче и посветио ју је војводи Мирку Петровићу, сину књаза Николе и покровитељу друштва Горски Вијенац, које је издавало часопис. У њој, поред осталога пише: ...Зећанин је стари био, Стража Српству у слободи, њим се Србин поносио, И у згоди и незгоди... И у књигу српске славе...  Више пута је одликован. Имао је руски орден Свете Ане, француску Академску палму, Данилов орден 2.,3.,4. и 5. степена и друга одликовања. У име Чевско-бјеличке капетаније био је заступник у Подгоричкој скупштини  када су уједињене Србија и Црна Гора 1918.